# Hypoxystis mandli
Hypoxystis mandli är en fjärilsart som beskrevs av Karl Schawerda 1924. Hypoxystis mandli ingår i släktet Hypoxystis och familjen mätare. Inga underarter finns listade i Catalogue of Life.